# Caponord
I Caponord sono un gruppo musicale pop-rock italiano, nato nel 2009 tra Crema e Bergamo.
La band è composta da Davide Simonetta (voce, chitarra, pianoforte), Sebastiano Giordani (chitarra), Sebastiano Pezzoli (basso) e Stefano Guidi (batteria).

## Storia

### Gli inizi
Il percorso della band inizia nel 2009, quando i Caponord registrano dodici tracce inedite presso il GB Records Studio di Gandino, raccogliendo diverso materiale inciso autonomamente con un multitraccia negli anni precedenti. Coadiuvati da Matteo Bortolotti, seguono interamente la produzione artistica del lavoro. Le canzoni, a cavallo tra il pop e il rock, sono cantate in italiano. Nel 2010 la band inizia a proporre i brani dal vivo.

### I primi singoli e il Premio Lunezia
Nel 2010 i Caponord firmano un contratto con il produttore e manager Stefano Clessi.
In attesa di pubblicare il disco d'esordio, nel luglio 2010 la band lancia il singolo Weekend. Il videoclip del pezzo, ispirato al film ad episodi Taxisti di notte, è girato dal regista Ivan Merlo.
Il tour della band, nel frattempo, si arricchisce con la finale del Premio Lunezia 2010. I Caponord superano i turni di selezione, accedono alla serata conclusiva e si aggiudicano il terzo posto con il brano Un giorno stupendo, che sarà poi inserito nel primo disco della band.
A novembre 2010 arriva il secondo singolo, Non sono matto. Il relativo videoclip, diretto da Stefano Poletti, viene lanciato in anteprima esclusiva su Mtv.it.
La pubblicazione del disco d'esordio è preceduta da un altro singolo, Un giorno stupendo. Il video è nuovamente a firma di Stefano Poletti.

### L'esperienza di MTV New Generation
Nel febbraio 2011 i Caponord sono la prima band scelta da MTV nell'ambito del progetto MTV New Generation dedicato ai nuovi talenti emergenti. La band ha così la possibilità di partecipare ai programmi dell'emittente musicale e soprattutto entra nel cast degli MTV Days 2011, che si svolgono a Torino.
Il progetto New Generation permetterà ai Caponord di partecipare a diverse altre iniziative nei mesi successivi, sia organizzate direttamente da MTV (come speciali e video-interviste dedicate alla band), sia promosse da vari partner della tv (per esempio il festival MEI Supersound di Faenza).

### L'esordio discografico conUn film sul panico
L'8 aprile 2011 viene pubblicato l'album di esordio Un film sul panico per l'etichetta indipendente Sacropòp (distribuzione Venus). Il disco contiene nove brani, tra cui i tre singoli già pubblicati nell'anno precedente.
Dal disco viene estratto anche un quarto singolo, la canzone che gli dà il titolo: Un film sul panico. Il videoclip, lanciato nell'autunno 2011, è diretto da Roberto Cinardi e girato in Thailandia.
Si rinnova anche la collaborazione con MTV, che sceglie alcuni brani del disco per la colonna sonora di Popland!
, serie televisiva prodotta da MTV Latino America e distribuita in tutto il mondo.
Alla fine dello stesso anno iTunes, nell'ambito dei premi Rewind, premia i Caponord come miglior band alternative del 2011.

### La firma con Warner Music Italy eCopriti gli occhi
A marzo 2012 la band raccoglie i frutti di quanto seminato nei due anni precedenti firmando per la major discografica Warner Music Italy.
I Caponord si chiudono in studio, presso le Officine Meccaniche di Milano, con il produttore Stefano Clessi. Il risultato è Copriti gli occhi, un disco che segna l'evoluzione artistica e la maturazione dei Caponord. Il sound della band si fa più internazionale, con riferimenti alla scena britannica ma senza mai staccarsi dalla tradizione melodica né dai testi in italiano. Rispetto al disco precedente Un film sul panico, d'impronta più pop, con Copriti gli occhi l'arrangiamento dei brani si arricchisce della presenza di diversi synth.
Il disco è lanciato dal singolo Fra un'ora, che esce nelle radio e negli store digitali il 26 giugno 2012.
Il disco, che contiene undici tracce (dodici nella versione digitale), inizialmente viene pubblicato solo in formato digitale. L'uscita fisica nei negozi avviene il 2 ottobre 2012. I Caponord sono tra le prime band in Italia a sperimentare l'uscita anticipata del disco in formato digitale rispetto a quella del disco nel tradizionale formato fisico.
Il 5 ottobre esce nelle radio L'autunno che cade, il secondo singolo estratto dal disco.
Il 19 gennaio 2013 è partito da Cremona il "Copriti gli occhi Tour".
A marzo 2014 la band pubblica il singolo A cuore aperto, scritto insieme agli autori Luca Chiaravalli e Andrea Bonomo.

## Formazione
- Davide Simonetta - voce, chitarra, pianoforte
- Sebastiano Giordani - chitarra
- Sebastiano Pezzoli - basso
- Stefano Guidi - batteria

## Discografia

### Album
- 2011 – Un film sul panico
- 2012 – Copriti gli occhi

### Singoli
- 2010 – Weekend
- 2010 – Non sono matto
- 2011 – Un giorno stupendo
- 2011 – Un film sul panico
- 2012 – Fra un'ora
- 2012 – L'autunno che cade
- 2013 – Le differenze